# پرو علیا
پرو علیا (اسپانیایی: Alto Perú ; پرتغالی: Alto Peru) نامی است برای سرزمینی که توسط رئال آئودینسیا چارکاس اداره می‌شد. این نام در بوئنوس آیرس در اواخر قرن 18 پس از اینکه آئودینسیا در سال ۱۷۷۶ از نایب السلطنه پرو به معاونت سلطنتی ریو د لا پلاتا منتقل شد، سرچشمه گرفت. این استان شامل فرمانداری‌های پوتوسی، لاپاز، کوچابامبا، چیکیتوس، موکسوس و چارکاس (پیش از زمان تغییر نام سوکره) بود.
پس از جنگ استقلال بولیوی، این منطقه به یک کشور مستقل تبدیل شد و به افتخار سیمون بولیوار به بولیوی تغییر نام داد.